# Tõnis Mölder
Tõnis Mölder (ur. 9 października 1989 w Lihuli) – estoński polityk i samorządowiec, deputowany, w 2021 minister środowiska.

## Życiorys
W 2008 wstąpił do Estońskiej Partii Centrum. W latach 2009–2015 studiował politologię na Uniwersytecie Tallińskim. Pracował w administracji stołecznej dzielnicy Pirita i w administracji burmistrza Tallinna. W latach 2013–2017 kierował administracją Pirity, następnie do 2019 pełnił funkcję zastępcy burmistrza estońskiej stolicy. W 2019 zasiadł w Zgromadzeniu Państwowym XIV kadencji. W 2023 został wybrany na kolejną kadencję.
W styczniu 2021 w nowo utworzonym rządzie Kai Kallas objął stanowisko ministra środowiska. Ustąpił w listopadzie tego samego roku, motywując to względami osobistymi. W 2023 przeszedł do centroprawicowej partii Isamaa, jednak opuścił ją w następnym roku, gdy został objęty postępowaniem dotyczącym korupcji.